# Tin Hinan
Tin Hinan, auch Tine Hinan, ist der Name einer mythischen Königin aus dem 4. Jahrhundert, die den adligen Tuareg (Kel Ahaggar) als ihre Ahnherrin gilt, und zugleich ein archäologischer Fundplatz im Ahaggar-Gebirge in Südalgerien.
Tin Hinan war einer Legende nach eine Prinzessin vom Stamm der Berber im marokkanischen Tafilalet. Sie kam demnach von dort zu den Tuareg, mit ihrer Dienerin Takamat (oder Takama), die die Stammmutter der nichtadligen Tuareg (Kel Ulli) sein soll. Die Erzählung dient zur Legitimation der Klassenunterschiede.

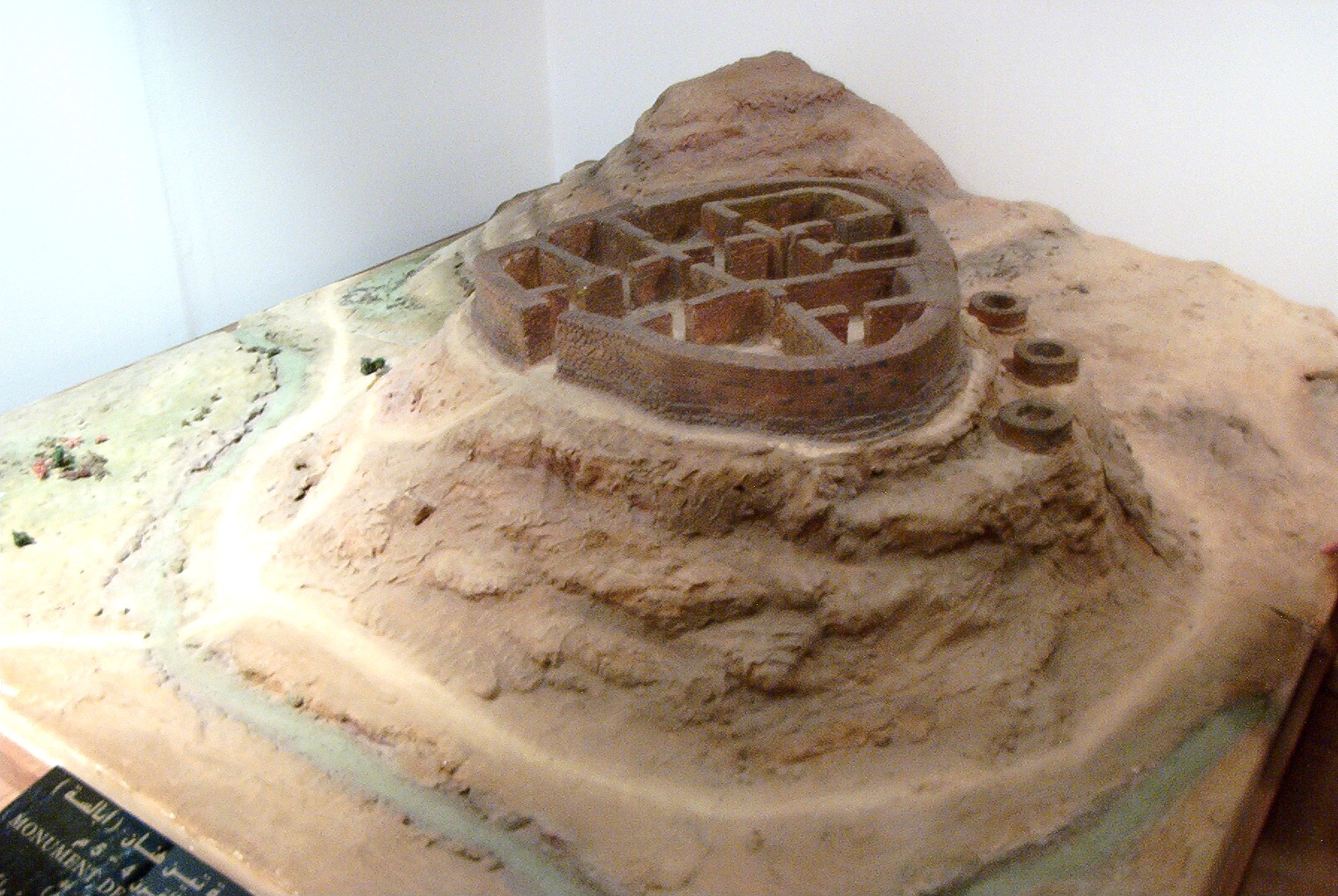
Modell des Grabes der Tin Hinan, Nationalmuseum Algier

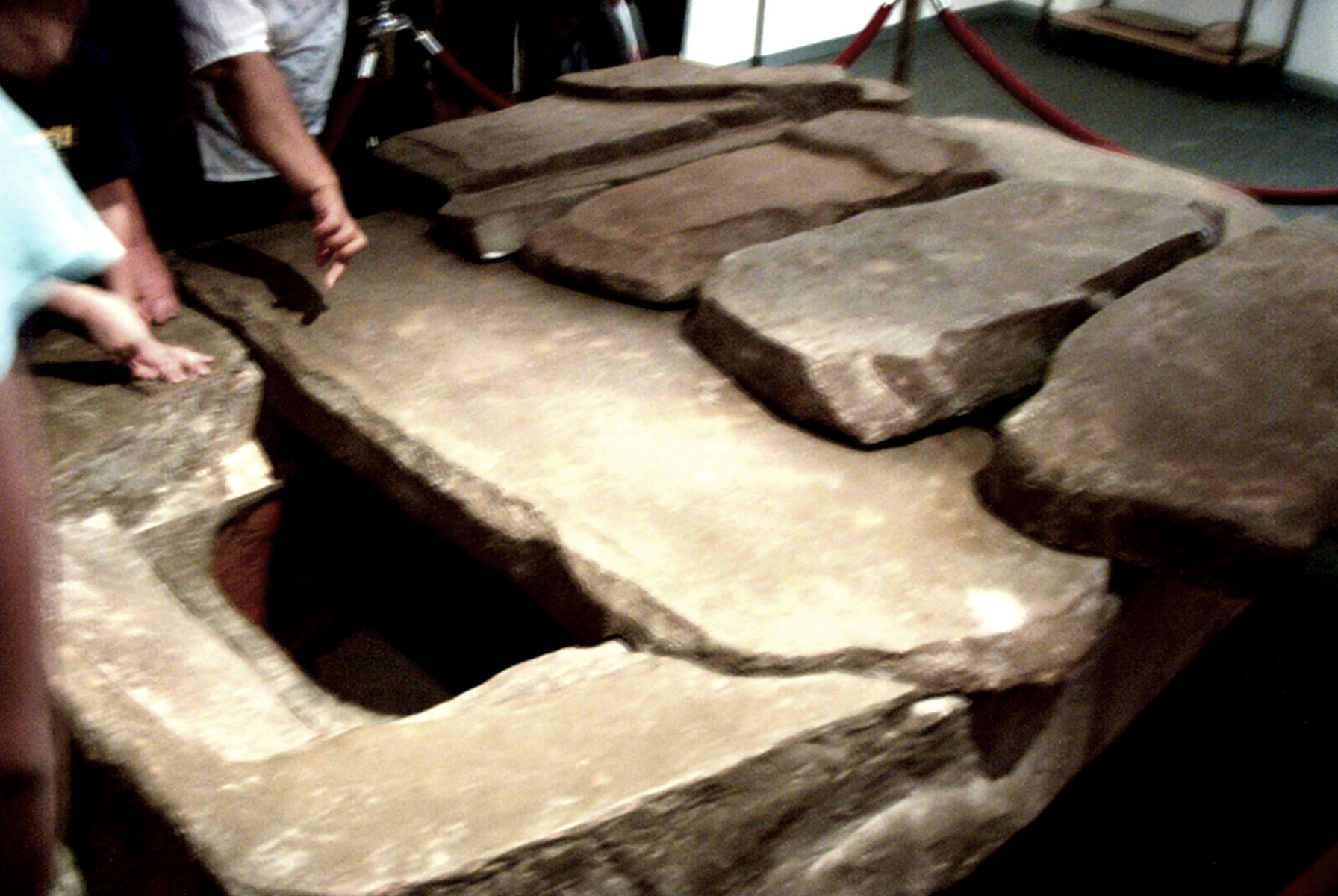
Decksteine des Grabmals der Tin Hinan, Musée du Bardo, Algier

1925 entdeckte eine von Byron Khun de Prorok (1896–1954) geleitete und von französischem Militär unterstützte Expedition in Abalessa im Ahaggar, etwa 80 km westlich von Tamanrasset, das Grabmal einer Frau. Es befand sich im Gebiet des Stammes der Kel Rela, aus deren Reihen spätestens seit dem 18. Jahrhundert die Amenôkal, die Führer der Tuareg-Konföderation gewählt wurden. Neben dem gut erhaltenen Skelett fanden die Ausgräber Münzen aus der Zeit Konstantins I., Gold- und Silberschmuck sowie eine Grabkammer nebst Einrichtung, die sich heute im Bardo-Museum in Algier befinden. Die Funde wurden in das 4. oder 5. Jahrhundert datiert.
Zunächst drohte der Fund durch den sensationsheischenden Auftritt eines Teilnehmers der Expedition von 1925, die vom amerikanischen Logan Museum of Anthropology durchgeführt wurde, unglaubhaft gemacht zu werden. Byron Khun de Prorok, ein wenig qualifizierter Abenteurer, brachte möglicherweise als erster die Abstammungslegende von der Urmutter der adligen Tuareg in Umlauf. Diese hatten gegen die Entführung des Leichnams nach Algier vergeblich protestiert.